# 24 (deník)
24 (též 24 hodin) byl název novin, které vycházely od 28. listopadu 2005 do 19. prosince 2008 ve vydavatelství Ringier. Jednalo se o bezplatný deník distribuovaný od pondělí do pátku v době od 7 do 10 hodin, rozdávaný zdarma prostřednictvím kamelotů na frekventovaných místech, v blízkosti dopravních uzlů, v obchodních centrech, administrativních budovách a na dalších místech v Praze.
Noviny 24 hodin měly časopisový formát a cca 16 stran. Deník obsahoval stručné informace z Prahy a České republiky, ze zahraničí, sportu, ekonomiky a přehled kulturních událostí, tv programu, programů klubů a kin na daný den. Pravidelnou součástí novin byly speciální tematické přílohy (cestování, zdraví, auto, bydlení a reality, vzdělávání aj.).
Náklad deníku byl 210 400, čtenost byla 177 000 čtenářů za den.